# Fredrik Krekula
Fredrik Krekula, född 8 april 1974 i Kiruna, är en svensk före detta ishockeyspelare (forward) som har spelat för Team Kiruna IF, Skellefteå AIK och AIK. Krekula var säsongen 2005/2006 med och förde upp Skellefteå AIK till Elitserien. Han kom till klubben 2001 och hade innan dess spelat fyra säsonger i Elitserien för AIK. Han lade skridskorna på hyllan efter säsongen 2008/09.